# Gouvernement Thiam III
Thiam II Loum
Le gouvernement Thiam III est le gouvernement de la république du Sénégal dirigé par le Premier ministre Habib Thiam du 15 mars 1995 au 3 juillet 1998.
| Fonction                                                                                 | Nom                        |
| ---------------------------------------------------------------------------------------- | -------------------------- |
| Premier ministre                                                                         | Habib Thiam                |
| Ministre d'État auprès du président de la République                                     | Abdoulaye Wade (PDS)       |
| Ministre d'État, ministre des Affaires étrangères et des Sénégalais de l'extérieur       | Moustapha Niasse           |
| Ministre d'État, ministre de l'Agriculture                                               | Robert Sagna               |
| Ministre d'État, ministre des Services et des Affaires présidentielles                   | Ousmane Tanor Dieng        |
| Ministre de la Justice, garde des Sceaux                                                 | Jacques Baudin             |
| Ministre de l'Intérieur                                                                  | Abdourahmane Sow           |
| Ministre des Forces armées                                                               | Cheikh Hamidou Kane        |
| Ministre de l'Économie, des Finances et du Plan                                          | Pape Ousmane Sakho         |
| Ministre de l'Environnement et de la Protection de la Nature                             | Abdoulaye Bathily (LD/MPT) |
| Ministre de l'Habitat et de l'Urbanisme                                                  | Amath Dansokho (PIT)       |
| Ministre de la Santé publique et de l'Action sociale                                     | Ousmane Ngom (PDS)         |
| Ministre de l'Éducation nationale                                                        | André Sonko                |
| Ministre de l'Industrie, de l'Énergie et des Mines                                       | Magued Diouf               |
| Ministre de la Modernisation et de la Technologie                                        | Babacar Néné Mbaye         |
| Ministre de la Culture                                                                   | Abdoulaye Elimane Kane     |
| Ministre de la Communication                                                             | Serigne Diop (PDS-R)       |
| Ministre de l'Emploi et du Travail                                                       | Assane Diop                |
| Ministre de la Femme, de l'Enfant et de la Famille                                       | Aminata Mbengue Ndiaye     |
| Ministre de l'Équipement et des Transports terrestres                                    | Landing Sané               |
| Ministre du Commerce, de l'Artisanat et de l'Industrialisation                           | Idrissa Seck (PDS)         |
| Ministre de la Jeunesse et des Sports                                                    | Ousmane Paye               |
| Ministre de la Pêche et des Transports maritimes                                         | Alassane Dialy Ndiaye      |
| Ministre du Tourisme et des Transports aériens                                           | Tijane Sylla               |
| Ministre de l'Hydraulique                                                                | Mamadou Faye               |
| Ministre de la Ville                                                                     | El Hadj Daour Cissé        |
| Ministre de la Recherche scientifique et des Technologies                                | Marie-Louise Correa (PDS)  |
| Ministre délégué auprès du Premier ministre chargé des Relations avec les Assemblées     | Khalifa Sall               |
| Ministre délégué auprès du Premier ministre chargé de l'Intégration économique africaine | Massokhna Kane (PDS)       |
| Ministre délégué auprès du ministre d'Etat de l'Intérieur, chargé de la Décentralisation | Souty Touré                |
| Ministre délégué auprès du ministre de l'Économie, chargé du Budget                      | Mamadou Lamine Loum        |
| Ministre délégué chargé de l'Alphabétisation et la Promotion des Langues nationales      | Mamadou Ndoye (LD/MPT)     |
| Aminata Tall (PDS)                                                                       |                            |